# Cristianismo y leyes noájidas
El cristianismo comenzó como un movimiento dentro del judaísmo del Segundo Templo, pero las dos religiones divergieron gradualmente durante los primeros siglos de la era cristiana. Durante el siglo XVIII, el rabino Jacob Emden, planteó la hipótesis que Jesús y sus discípulos, tenían la intención de persuadir a los gentiles (no-judíos) que guarden las Siete Leyes de Noé mientras pedían a los judíos que guardaran las Leyes de Moisés en su totalidad.

## Leyes noájidas
Las Siete leyes de Noé (en hebreo: שבע מצוות בני נח, Sheva' Mitzvot Bnei Noaj), son son una colección de leyes que según el judaísmo rabínico, fueron otorgadas por Dios como un conjunto de leyes que agrupan a los «Hijos de Noé», es decir, la humanidad entera.
En detalle, cualquier no-judío que se adhiera a estas leyes, por ser reveladas a Noé, se convierte en un «justo entre las naciones», y se le asegura un lugar en «el Mundo venidero» (en hebreo, עולם הבא, Olam Habá), la recompensa final de los justos.

## Hipótesis del rabí Jacob Emden

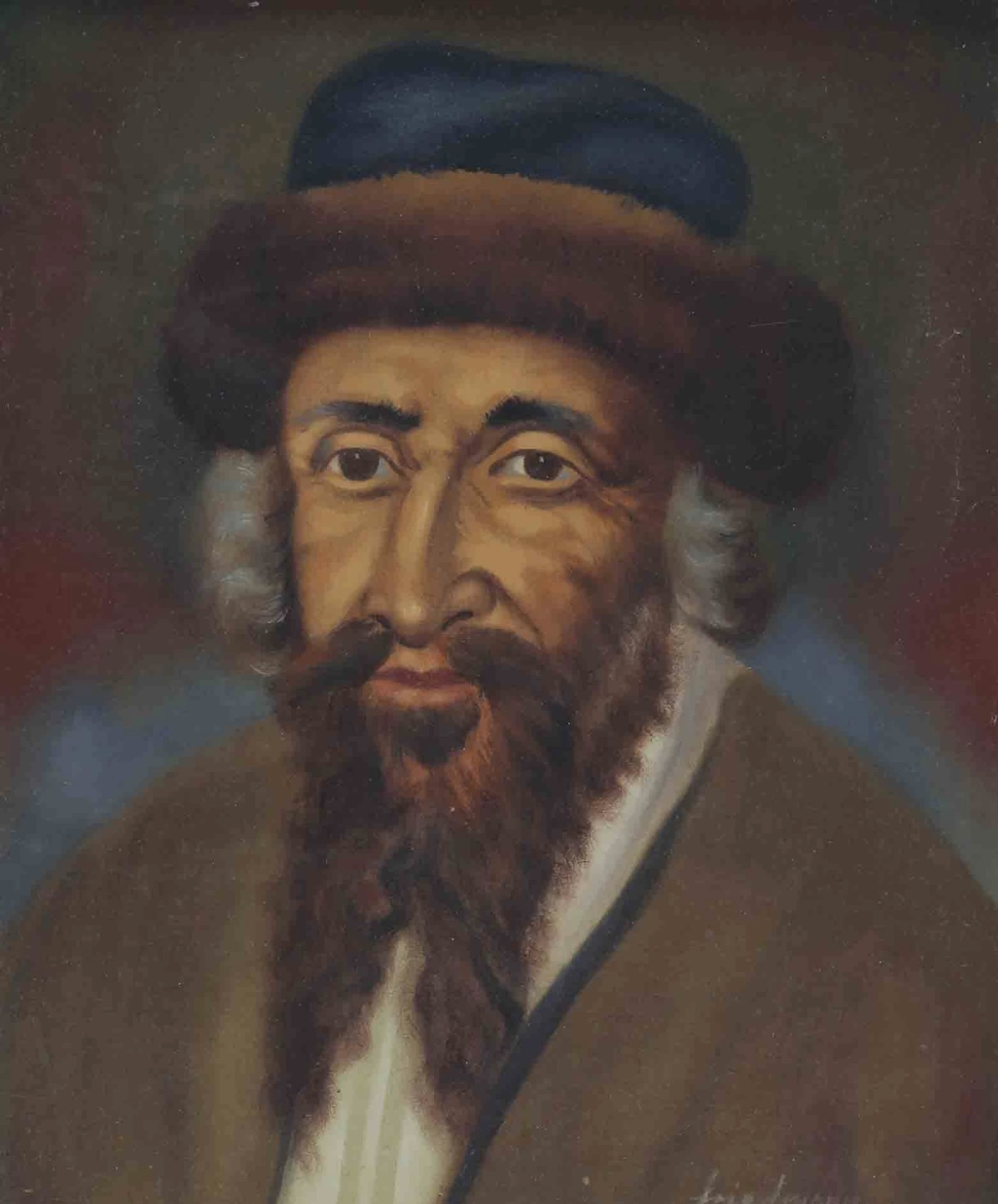
Rabí Jacob Emden.

Según Emdem, en el cristianismo primitivo, no se tenía la intención de abolir el judaísmo sino sólo se intentó establecer una nueva religión para los gentiles, a partir de ese momento, tampoco una nueva, en sí una antigua, el noajismo, siendo su base fundamental las Leyes de Noé, las cuales habían sido olvidadas, razón por la cual no exigieron a sus seguidores no-judíos que observaran el día de reposo, ni el mandamiento de la circuncisión (mandamientos que según el judaísmo no se aplica a los no-judíos). El artículo de la Enciclopedia Judía sobre el Nuevo Testamento dice:

Porque grande como fue el éxito de Bernabé y Pablo en el mundo pagano, las autoridades de Jerusalén insistían en la circuncisión como condición de admisión de miembros en la iglesia, hasta que, por iniciativa de Pedro y de Santiago, la cabeza de la iglesia de Jerusalén, se acordó que la aceptación de las Leyes de Noé (es decir, en relación con la evitación de la idolatría, la fornicación, y el consumo de carne cortada de un animal vivo) debía exigirse de los paganos deseosos de entrar en la Iglesia.

### Cumplimiento de la ley de la Torá
Con forme a la hipótesis de Emden, en el Evangelio de Mateo se puede observar que Jesús planteaba cumplir la ley de la Torá:

No penséis que he venido para abrogar la Ley o los profetas: no he venido para abrogar, sino á cumplir.
Mateo 5:17

En el libro de Hechos se relata que Santiago hermano de Jesús, quien era la autoridad de en la Iglesia de Jerusalén (tras la crucificción de Jesús), y tenía entre sus seguidores judíos y gentiles que seguían las enseñanzas del cristianismo, enseñaba a los judíos que guarden la ley de Moisés (Torá), que cumplan con la circuncisión y observación de otras costumbres judías; mientras que a los gentiles se les enseñaba que guarden las leyes de Noé: 

Pero en cuanto a los gentiles que han creído, nosotros les hemos escrito determinando que no guarden nada de esto; solamente que se abstengan de lo sacrificado a los ídolos, de sangre, de ahogado y de fornicación.
Hechos 21:25

### Concilio Apostólico de Jerusalén

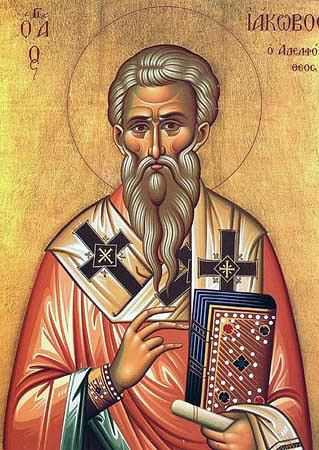
Santiago el Justo, cuyo dictamen fue adoptado en el Concilio Apostólico de Hechos 15:20: Más bien debemos escribirles que se abstengan de lo contaminado por los ídolos, de la inmoralidad sexual, de la carne de animales estrangulados y de sangre.

Según la hipótesis, en el Concilio Apostólico registrado en el Hechos en el versículo 15, se decidió que los gentiles que se unían a las comunidades cristianas no estaban obligados a seguir las Leyes de Moisés, lo que se ve comúnmente como una conexión con a las Siete Leyes de Noé.

Por lo tanto, yo considero que debemos dejar de ponerles trabas a los no-judíos que se convierten a Dios. Más bien debemos escribirles que se abstengan de lo contaminado por los ídolos, de la inmoralidad sexual, de la carne de animales estrangulados y de sangre. En efecto, desde tiempos antiguos Moisés siempre ha tenido en cada ciudad quien lo predique y lo lea en las sinagogas todos los sábados.
Hechos 15:19-21

Este Decreto Apostólico todavía es observado por la Iglesia Ortodoxa Oriental e incluye algunas restricciones alimentarias que buscan faenar animales sin crueldad. 

### Los Judíos y los temerosos de Dios
En el libro de Hechos en el versículo 13 se relata que Pablo y Berbabé se dirigen a los judíos y los «temerosos de Dios», utilizando la terminología de «israelitas» para referirse a los judíos y «temerosos de Dios»  para denominar a los  gentiles que seguían la fe de judaísmo, la creencia en el Dios de Israel, sin ser judíos:

Entonces Pablo se puso de pie, y haciendo señas con la mano dijo: "Varones israelitas, y los que teméis a Dios, escuchad".
Hechos 13:16

En el siguiente texto, Pablo hace mención de los «hijos de Abraham» para referirse a los judíos, y a los «temerosos de Dios»:

Hermanos, hijos del linaje de Abraham, y los que entre vosotros teméis a Dios (ἐν ὑμῖν φοβούμενοι τὸν θεόν), a nosotros se nos ha enviado el mensaje de esta salvación.
Hechos 13:26

#### Opinión de Pablo
Aunque Pablo al igual que los demás discípulos hacia una distinción entre los judíos y los temerosos de Dios, los intérpretes generalmente defienden que los corintios entienden que Pablo proclama un evangelio libre de la Torá, y que es libre de la Torá como una cuestión de principio, aunque puede practicar la Torá cuando le es conveniente para predicar a los judíos. También se acepta generalmente que Pablo cree que los judíos creyentes en Jesús no deberían observar la Torá, ciertamente no como una expresión de la fe del pacto, y que los no-judíos creyentes en Jesús no deberían observar las normas culturales judías, como las establecidas en el Decreto Apostólico de Hechos 15, o en las leyes noájidas del judaísmo rabínico. Motivo por el cual fue reprochado por Santiago el Justo en Hechos 21.

## Corrientes del cristianismo y las leyes de Noé

### Iglesia Católica
El 20 de marzo de 2007, en el Informe de la reunión bilateral entre la Iglesia Católica y el Gran Rabinato de Israel, se citó las leyes de Noé:

Dios ha creado a la persona humana como un ser social que, por definición, pone límites a la libertad humana individual. Además, la libertad de elección se deriva de Dios y, por lo tanto, no es absoluta, sino que debe reflejar la voluntad y la ley divinas. Por consiguiente, los seres humanos están llamados a obedecer libremente la voluntad Divina manifestada en la Creación y en Su palabra revelada. La tradición judía enfatiza que el Pacto de Noájida (véase Génesis 9:9-12) contiene el código moral universal que incumbe a toda la humanidad. Esta idea se refleja en las escrituras cristianas en el libro de Hechos 15:28-29.

 El texto de Hechos 15:28-29 tiene relación con el Decreto Apostólico de Hechos 15:19-21, en el cual indica que los gentiles no están obligados a circuncidarse o guardar otras costumbres judías, sin embargo deben abstenerse de lo contaminado por ídolos, inmoralidad sexual, y del consumo de animales que hayan sido estrangulados o ingerir sangre.

#### Sincretismo
Algunos católicos, a través de una búsqueda más profunda e histórica de sus propias tradiciones, han cuestionado algunas de las enseñanzas de los Padres de la Iglesia alegando que se desvían de las enseñanzas judías. Aceptan el concepto de una verdadera iglesia apostólica y católica, pero tienden a tomar la enseñanza de la Trinidad metafóricamente o adoptar ideas derivadas en parte del misticismo judío relacionadas con la personificación de los atributos divinos.

### Iglesia Ortodoxa de Etiopía
En el Libro de los Jubileos, libro canónico en la Biblia de la Iglesia ortodoxa de Etiopía se hace una referencia a las leyes de Noé:

Y en el vigésimo octavo jubileo, Noé comenzó a imponer a los hijos de sus hijos las ordenanzas y los mandamientos, y todos los juicios que él conocía, y exhortó a sus hijos a guardar la justicia, a cubrir la vergüenza de su carne y a bendecir a su Creador, y honra a padre y madre, y ama a su prójimo, y guarda sus almas de la fornicación, la inmundicia y toda iniquidad. Porque debido a estas tres cosas vino el diluvio sobre la tierra ... Porque cualquiera que derrame sangre de hombre, y cualquiera que coma sangre de cualquier carne, todos serán destruidos de la tierra.
Jubileos 7: 20-28

### Iglesias Ortodoxas orientales
La Iglesia Ortodoxa Oriental, aún observa el decreto apostólico de Hechos 15, e incluye algunas restricciones alimentarias que buscan realizar el faenado de animales sin crueldad.

Por lo tanto, yo considero que debemos dejar de ponerles trabas a los no-judíos que se convierten a Dios. Más bien debemos escribirles que se abstengan de lo contaminado por los ídolos, de la inmoralidad sexual, de la carne de animales estrangulados y de sangre. En efecto, desde tiempos antiguos Moisés siempre ha tenido en cada ciudad quien lo predique y lo lea en las sinagogas todos los sábados.
Hechos 15:19-21

La Iglesia Apostólica Armenia, al igual que otras iglesias ortodoxas orientales, tiene rituales que "muestran vínculos obvios con la shejitá, el sacrificio kosher judío".

### Iglesias Protestantes
Algunas iglesias protestantes, a través de una investigación más profunda e histórica de sus propias tradiciones, han cuestionado algunas de las enseñanzas del cristianismo protestante que se desvían de las enseñanzas judías. Ven en esto la continuación de las reformas de la Iglesia protestante sobre la Iglesia católica. En particular, tienden a ser anti-trinitarios y adoptan un concepto judío del Mesías, afirmando que Jesús es un maestro divino y Salvador, pero no equivalente a Dios. El pastor Rick Richardson en su libro "Origins of Our Faith: The Hebrew Roots of Christianity"  explora lo que significa ser un cristiano noájida. Él cree que el cristianismo comenzó como una especie de fe noájida, pero que se desvió de su rumbo en el siglo III d. C. 